# Cuevas del Becerro
Cuevas del Becerro település Spanyolországban, Málaga tartományban. Cuevas del Becerro Cañete la Real, Ronda és Serrato községekkel határos. Lakosainak száma 1605 fő (2024).

## Népesség
A település népessége az elmúlt években az alábbi módon változott:
| Lakosok száma | 1949 | 1871 | 1847 | 1801 | 1747 | 1670 | 1608 | 1589 | 1609 | 1605 |
|               | 2001 | 2004 | 2007 | 2009 | 2012 | 2014 | 2017 | 2019 | 2022 | 2024 |